# Бехчет, Хулуси
Хулуси Бехчет (тур. Hulusi Behçet; 20 февраля 1889, Стамбул — 8 марта 1948, Стамбул) — турецкий дерматолог, именем которого названа болезнь Адамантиадиса — Бехчета; окончил Медицинскую академию Гюльхане в Стамбуле в 1910 году; в 1914 году был назначен заместителем главного врача в военный госпиталь в Кыркларели.

## Биография
Хулуси Бехчет родился 20 февраля 1889 года в Стамбуле; окончил стамбульскую Медицинскую академию Гюльхане в 1910 году и начал работать в дерматологической клинике при академии. В июле 1914 года он был назначен в военный госпиталь в Кыркларели, где стал заместителем главного врача. Во время Первой мировой войны работал дерматологом в военном госпитале в Эдирне, а конце войны — с августа 1918 — работал в Будапеште и в берлинской клинике Шарите. Вернулся в Османскую империю в октябре 1919 года.
Поработав некоторое время в собственной клинике, в 1923 году Бехчет был назначен главным врачом в больнице Хаскёй, специализировавшийся на заболеваниях, передающихся половым путем; через шесть месяцев он стал старшим врачом в дерматологической клинике больницы Гураба. После университетской реформы 1933 года, он был назначен профессором кафедры дерматологии и сифилиса. Известность пришла к нему в связи с работой над болезнью, названной впоследствии «болезнью Бехчета» (на медицинском конгрессе в Женеве 1947 года). В 1939 году он стал профессором медицинского факультета Стамбульского университета; скончался 8 марта 1948 года.

## Работы
- Behçet H, Hodara M. Etude histologique expérimentale sur le sublimé appliqué sur la peau normale. Keçecian Matb., Istanbul, 1921.
- Behçet H, Hodara M. Recherches sur la pathogénie de la dermatose produites par les poussiéres d’orge altérées. Istanbul, 1921.
- Behçet H, Hodara M. Un cas de iodide noduleuse, pustuleuse, ecthymateuse et vegétante ou ioderma tubéerosum. Istanbul, 1921.
- Behçet H. Emrazı Cildiyede Laboratuarın Kıymet ve Ehemmiyeti. Istanbul, 1922.
- Behçet H. Halep veya Şark Çıbanlarının Diatermi ile Tedavisi. Orhaniye Matb., Istanbul. 1922.
- Behçet H. Frengi tedavisi hakkında beynelmilel anketlerim. 1923.
- Behçet H. Wassermann Hakkında Noktai Nazar ve Frengi Tedavisinde Düşünceler. Istanbul, 1924.
- Behçet H. Frengi iptidai karhası ve hurdebini teşhisi. 1926.
- Behçet H. Halep veya Şark Çıbanlarının Diatermi ile Tedavisi. Kader Matb., Istanbul. 1926.
- Behçet H, Hodara M, Süreyya. Memleketimizde Arpa Uyuzlarının Menşei Hakkında Etüdler. Istanbul, 1927.
- Behçet H. Frengi Niçin Ayıp Görülür, Frengiyi Neden Gizli Tutmak Adet Olmuştur. Tabiatta Ayıp Denilen Hastalık Var mıdır?, Belediye Basımevi, Istanbul, 1935.
- Behçet H. Frengi Dersleri. Istanbul, Akşam Matbaası, 1936.
- Behçet H. Frengi tarihi ve geçirdiği devirler. Üniv. Haft. Ist. Üniv. Yayın., No : 47, Ist. 1937.
- Behçet H. Klinikte ve Pratikte Frengi Teşhisi ve Benzeri Deri Hastalıkları. Istanbul, Kenan Basımevi, 1940.